# Santa Maria de Palautordera
Santa Maria de Palautordera ist eine katalanische Stadt in der Provinz Barcelona im Nordosten Spaniens. Sie liegt in der Comarca Vallès Oriental.

## Söhne und Töchter der Stadt
- Marc Amargant (* 1976), Handballspieler
- David Davis (* 1976), Handballspieler
- Joan Cañellas (* 1986), Handballspieler
- Marc Cañellas Reixach (* 1995), Handballspieler